# Jaume Serra i Cau
Jaume Serra i Cau (València, 1427-1430 - Roma 15 de març de 1517) fou un cardenal valencià.

## Biografia
Des de molt petit s'establí a la cort papal, on residí per estar al servei del seu parent Roderic de Borja. Allà va fer de notari, protonotari apostòlic, tresorer apostòlic, i canonge de València. El 1492 fou nomenat arquebisbe d'Oristany (Sardenya), una arxidiòcesi que no visità mai i a la que va renunciar el 1510 a favor del seu nebot Pere Serra i Munyós. Va ser administrador o bisbe d'Elna (segons fonts) del 1506 al 1513. El seu epistolari té un gran valor històric i filològic.
Fou creat cardenal pel papa Alexandre VI al consistori del 28 de setembre de 1500. De seguida fou legat a Perusa, i el 1501 fou nomenat administrador de Linköping (Suècia), el 1506 d'Elna, el 1512 de Burgos i el 1514 de Calahorra. Fou cardenal d'Albano i Palestrina. Participà en el primer conclave de 1503, on s'escollí Pius XIII; al segon conclave de 1503, on s'escollí Juli II, i al conclave de 1513, on s'escollí Lleó X. També va participar en el Concili de Letrà, on morí a l'última sessió, el 1517.